# Иннокентий (Васильев)
Митрополит Инноке́нтий (в миру Вале́рий Фёдорович Васи́льев; род. 9 октября 1947, Старая Русса, Новгородская область) — епископ Русской православной церкви. Митрополит Виленский и Литовский с 24 декабря 2010 года.

## Биография

### Образование и начало церковного служения
После окончания в 1966 году 11 классов средней школы был призван на действительную военную службу. По увольнении в запас в 1969 году поступил в Московский государственный институт международных отношений. Позднее вспоминал, что во время учёбы в институте разочаровался в официальной идеологии. Об этом стало известно, когда его вызвали для беседы в КГБ, и он не получил распределения по окончании обучения.
Окончив МГИМО в 1974 году, работал в объединении «Союззарубежгаз», затем в Центральном радиовещании на зарубежные страны Гостелерадио СССР и в Институте научной информации по общественным наукам (ИНИОН) АН СССР.
С 1980 года — иподиакон кафедрального собора в городе Курске. В мае 1981 года рукоположён в диакона, затем в священника архиепископом Курским и Белгородским Хризостомом (Мартишкиным) (одним из немногих архиереев Русской православной церкви того времени, который часто рукополагал в священный сан лиц с высшим светским образованием). С 1981 года служил в Никольском храме в посёлке Михайловка Курской области. В 1982—1985 годах — заведующий канцелярией, затем секретарь Курского епархиального управления.
После перевода владыки Хризостома на Иркутскую кафедру, переехал вслед за ним в Сибирь. В 1985 году — клирик Михаило-Архангельского храма в городе Иркутске. В 1985—1988 годах — клирик, затем настоятель Христорождественского храма в городе Хабаровске, благочинный Хабаровского округа. В 1988—1990 годах — настоятель Воскресенского храма в городе Чите, благочинный Читинского округа.
В 1990—1991 годах — преподаватель, затем и. о. секретаря правления и и. о. инспектора Одесской духовной семинарии. В 1991 году возведен в сан протоиерея.
15 января 1992 года в Троице-Сергиевой Лавре пострижен в монашество с именем Иннокентий.

### Архиерейство
26 января того же года в Богоявленском кафедральном соборе был хиротонисан во епископа Хабаровского и Благовещенского. Хиротонию совершили: Патриарх Московский и всея Руси Алексий II, митрополит Крутицкий и Коломенский Ювеналий (Поярков), митрополит Ростовский и Новочеркасский Владимир (Сабодан), митрополит Смоленский и Калининградский Кирилл (Гундяев), архиепископ Виленский и Литовский Хризостом (Мартишкин), архиепископ Корсунский Валентин (Мищук), архиепископ Солнечногорский Сергий (Фомин), епископ Иркутский и Читинский Вадим (Лазебный), епископ Истринский Арсений (Епифанов), епископ Подольский Виктор (Пьянков).
28 декабря 1993 года в связи с образованием самостоятельной Благовещенской епархии титул изменён на «Хабаровский и Приамурский». Назначен временным управляющим Благовещенской епархии, которой управлял до 21 апреля 1994 года.
17 июля 1995 года решением Священного Синода назначен епископом Дмитровским, викарием Московской епархии, и заместитель председателя Отдела внешних церковных сношений Московской Патриархии.
11 октября 1996 года назначен епископом Читинским и Забайкальским.
С 28 декабря 1996 по 25 декабря 1997 года временно окормлял Троицкий приход г. Улан-Батора (Монголия).
За время его служения было открыто 35 новых приходов, появились новые клирики. Было отреставрировано здание миссионерского училища, в котором разместился Спасо-Преображенский храм. Организовал катехизаторские и пастырские курсы, роль которых была огромна для возрождения Православия на забайкальской земле. К миссионерской работе было привлечено большое количество людей, в том числе педагоги, врачи, военнослужащие, студенты вузов. Многих привлекала эрудиция, убежденность и доброжелательность архиерея. На катехизаторских курсах он сам показывал образец педагогического мастерства, читал лекции по истории Церкви, привлекал к лекционной работе священников и подготовил миссионеров для служения в различных сферах Забайкалья
4 июня 1999 года ему поручено от имени патриарха Московского и всея Руси осуществлять архипастырское попечение о приходах Японской автономной православной церкви и совершать в них богослужения до вступления в управление церковью её нового предстоятеля.
6 октября 1999 года решением Священного Синода назначен епископом Корсунским, в юрисдикцию которой входили приходы во Франции, Италии, Швейцарии, Испании, Португалии.
25 февраля 2002 года возведён в сан архиепископа.

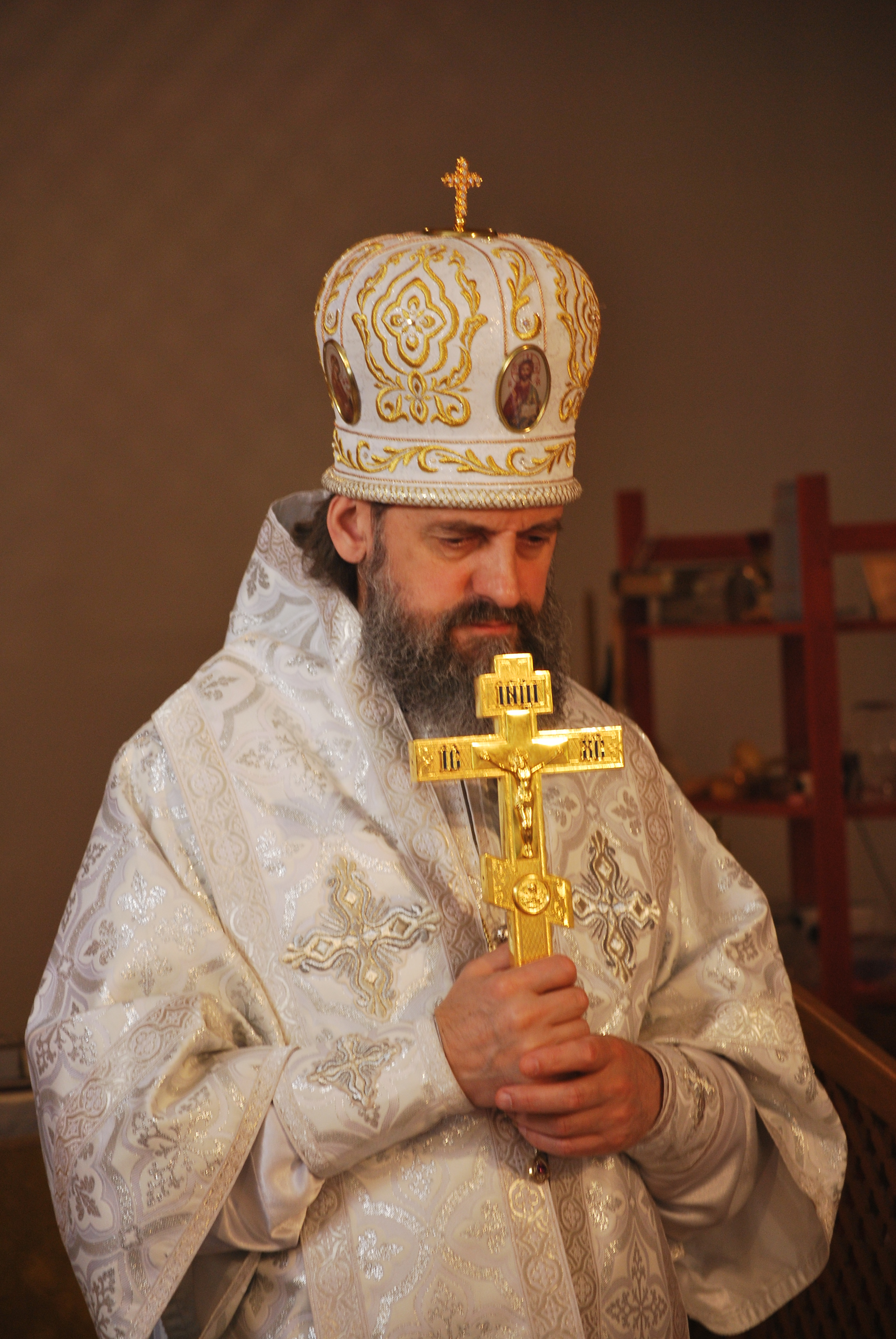
Архиепископ Иннокентий в 2008 году

С 9 мая 2006 года по 27 декабря 2007 года, в связи с увольнением епископа Сергиевского Василия (Осборна) с должности управляющего Сурожской епархией, указом Патриарха Алексия II № 8304 являлся временно исполняющим обязанности управляющего Сурожской епархией.
22 февраля 2008 года в ректорском зале МГИМО встретился с профессорско-преподавательским составом, сотрудниками и студентами МГИМО, отметив, что навыки многосторонней дипломатии, полученные в МГИМО, просто незаменимы в его работе в Западной Европе, где постоянно приходится иметь дело с представителями разных национальностей и конфессий.
15 апреля 2008 года назначен канцлером новоучреждённой Парижской духовной семинарии.
27 июля 2009 года решением Священного синода включён в состав Межсоборного присутствия Русской православной церкви.
24 декабря 2010 года назначен архиепископом Виленским и Литовским. По собственному признанию, «назначение на литовскую кафедру прежде всего обусловлено церковной целесообразностью. Это было также и моим желанием. Это назначение отвечает и моим нынешним духовным интересам, и духовным потребностям <…> Правящим архиереем здесь был владыка Хризостом, который рукополагал меня в священники тридцать лет назад. У нас сохранились добрые личные отношения. Я немало знал об этой епархии, бывал здесь… Да и Святейший Патриарх Кирилл с пониманием отнесся к моему желанию».
7 июня 2012 года решением Священного синода утверждён в должности настоятеля (священноархимандрита) Свято-Духова мужского монастыря города Вильнюса.
16 апреля 2016 года решением Священного синода включён в состав делегации Русской православной церкви для участия во Всеправославном соборе.
20 ноября 2016 года в кафедральном соборном храме Христа Спасителя в Москве «за усердное служение Церкви Божией и во внимание к 25-летию архиерейской хиротонии» был возведён в сан митрополита.
С 8 декабря 2020 года — член комиссии Межсоборного присутствия по богословию и богословскому образованию.
Осудил вторжение России на Украину, 17 марта 2022 года на официальном сайте епархии опубликовал Обращение, которое, среди прочего, гласило: «Позиция Православной Церкви в Литве неизменна — мы решительно осуждаем войну России против Украины и молим Бога о ее скорейшем прекращении. Как вы, наверное, уже успели заметить, у нас с Патриархом Кириллом разные политические взгляды и восприятие текущих событий. Его политические высказывания по поводу войны в Украине — это его личное мнение. Мы в Литве с этим не согласны».
14 апреля 2022 году уволил с поста канцлера, благочинного Вильнюса и настоятеля Пречистенского собора протоиерея Виталия Моцкуса и почислил за штат священников Георгия (Гинтараса) Сунгайлу и Виталия Даупараса. На следующий день, 14 апреля, на сайте епархии появилось сообщение, в котором говорилось, что священники Георгий Сунгайла и Виталий Даупарас были почислены за штат по собственному желанию, а протоиерей Виталий Моцкус был уволен и на его должность был поставлен епископ Тракайский Амвросий (Федукович) для «поднятия уровня должности канцлера и благочинного Вильнюса». 18 апреля митрополит Иннокентий сделал заявление, в котором указывалось, что вышеупомянутые священники являются раскольниками, которые «давно вынашивали планы перехода в Константинопольский Патриархат». Спустя два месяца, в июне 2022 г., митрополит, опираясь на решение церковного суда Виленско-Литовской епархии, лишил своим указом священного сана бывших клириков епархии Виталия Моцкуса, Владимира Селявко, Георгия Ананьева, Виталия Даупараса и Георгия (Гинтараса) Сунгайлу за «тяжкие канонические преступления». 30 июля 2022 года решение о лишении сана пятерых бывших клириков Виленской епархии утвердил Патриарх Московский и всея Руси Кирилл. Данные клирики выразили несогласие с данным решением и подали апелляцию на имя Константинопольского патриарха Варфоломея. 1 мая 2023 года Священный синод Константинопольской православной церкви учредил Экзархат в Литве.

## Награды
Церковные:
- Орден преподобного Сергия Радонежского II степени (26 января 2002) — по случаю состоявшегося десятилетия архиерейской хиротонии[27]
- Орден святителя Иннокентия, митрополита Московского и Коломенского II степени (12 февраля 2006) — «во внимание к усердным миссионерским трудам и в связи с 75-летием Трехсвятительского Подворья в Париже»[28]
- Орден святого равноапостольного великого князя Владимира II (3 октября 2007) — «за заслуги перед Церковью»[29]
- Орден святого преподобного Серафима Саровского II степени (26 января 2012) — «Во внимание к Вашим усердным трудам и в связи с 20-летием Вашей епископской хиротонии»[30]

Прочие:
- Орден Почёта (3 октября 2017 года, Россия) — за большой вклад в сохранение русского культурного и духовного наследия, укрепление дружбы между Российской Федерацией и Литвой[31].
- Орден Дружбы (11 августа 2000 года, Россия) — за большой вклад в развитие духовных и культурных связей зарубежной общественности с Россией[32]
- Орден Святой Анны («Русский императорский дом», 6 марта 2013) — во внимание к выдающимся заслугам перед Отечеством и Русской Православной Церковью